# حزب سوسیالیست برمه
حزب سوسیالیست‌های برمه (انگلیسی: Burma Socialist Party) یک حزب سیاسی در میانمار بود. این حزب غالب در سیاست برمه پس از سال ۱۹۴۸، و نیروی سیاسی غالب در داخل اتحادیه ضد فاشیست آزادی مردم (AFPFL - ဖဆပလ) بود.